# Pilaren der Creatie
De Pilaren der Creatie of Zuilen der Schepping zijn absorptienevels in het centrum van de Adelaarsnevel. Ze worden zo genoemd vanwege hun vorm en omdat er veel stervorming plaatsvindt. De pilaren zijn 5.700±400 lichtjaar van de aarde verwijderd en werden ontdekt door John Charles Duncan in 1920 op platen gemaakt met de 60-inch telescoop van het Mount Wilson-observatorium. Ze werden bekend door een opname uit 1995 van de ruimtetelescoop Hubble. De naam werd aan het gebied gegeven door NASA wetenschappers en verwijst naar een preek van Charles Spurgeon uit 1857.

## Sterrenkoningin
De middelste van de drie pilaren kreeg van de astronoom Robert Burnham jr., dankzij de merkwaardige vorm ervan, de bijnaam Star-Queen Nebula (Sterrenkoningin), zoals beschreven staat in diens standaardwerk Burnham's Celestial Handbook.

## Opbouw
De pilaren zijn opgebouwd uit koele moleculaire waterstof en stof (wat de extinctie veroorzaakt). De oostelijke pilaar is ongeveer vier lichtjaar lang. De vingerachtige uitsteeksels aan de noordkant van de pilaren zijn groter dan het zonnestelsel. De totale massa van de drie pilaren wordt geschat op ongeveer 200 zonsmassa's.

## Vernietiging

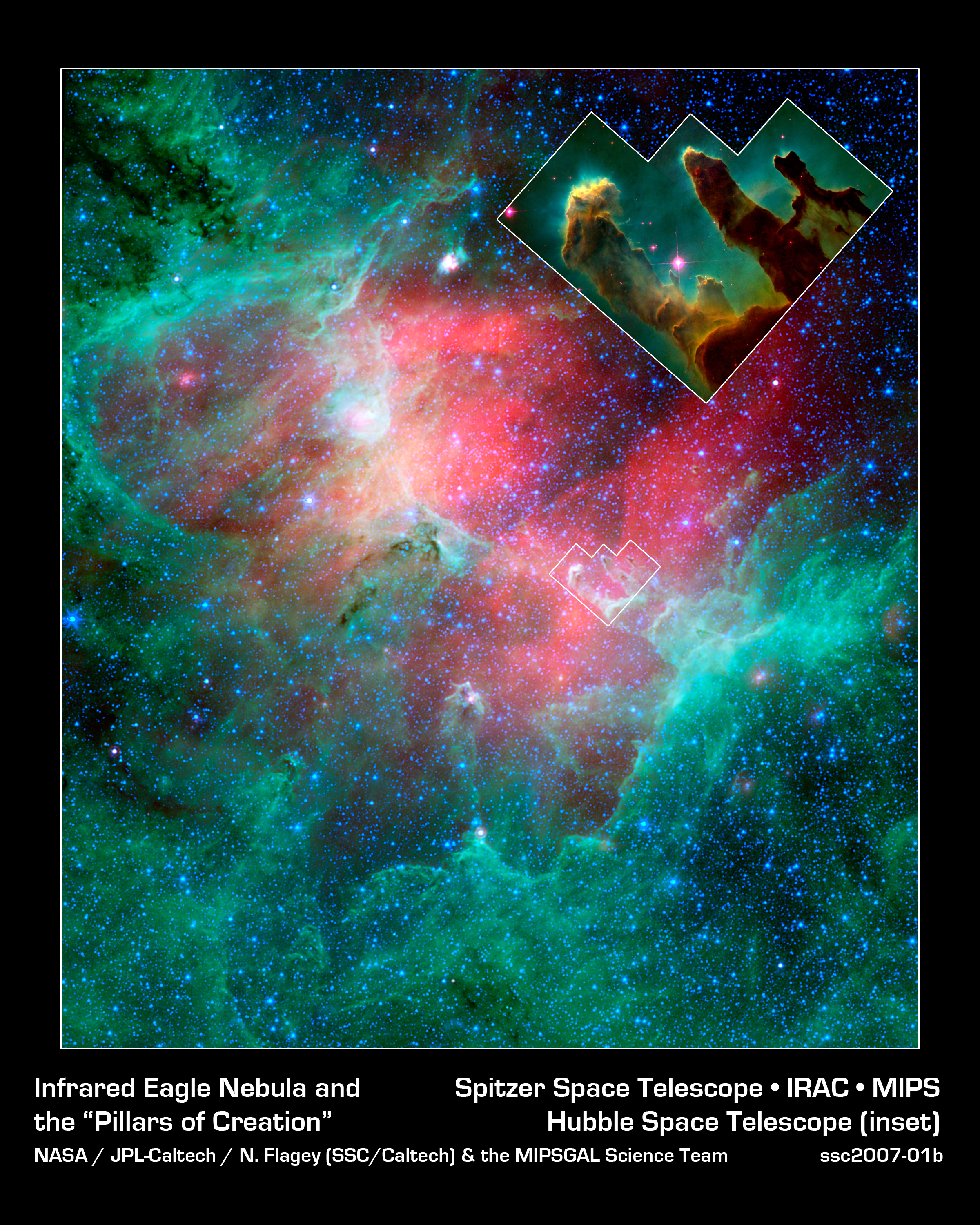
De Adelaarsnevel in het nabij en midden-infrarood, met in de inzet de Pilaren (die zich bevinden in een klein geel-omrand gebied eronder). Blauw is 4,5 μm, groen is 8 μm en rood is 24 μm.

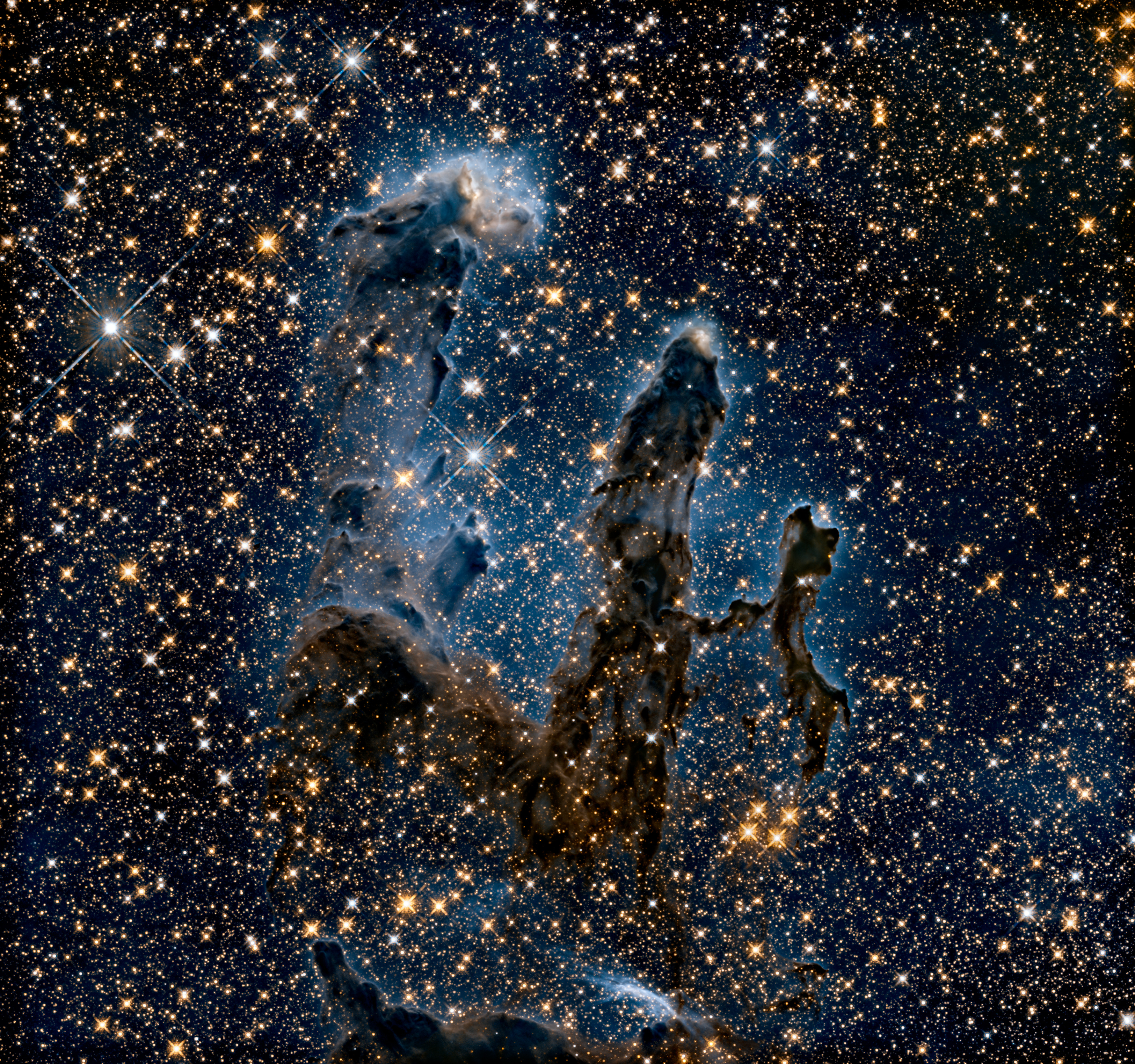
De Pilaren der Creatie in het nabij-infrarood (1,1 en 1,6 micrometer)

Foto door de James Webb Ruimtetelescoop. De foto is een combinatie van opnames in zes filters tussen 0,9 (paars) en 4,7 μm (rood).

Foto's van de Spitzer Space Telescope onthulden een wolk van heet gas in de nabijheid van de Pilaren, waarvan sommige geleerden suggereerden dat het een schokgolf van een supernova kon zijn. De aanwezigheid van de wolk zou uitwijzen dat de supernova de pilaren 6000 jaar geleden uiteen zou hebben geblazen (lichtreistijd meegerekend). Het verschijnsel zou dan binnen circa 1000 jaar zichtbaar worden.
Deze interpretatie wordt betwist door andere geleerden, die niet betrokken waren bij de waarnemingen. Zij stellen dat zo'n supernova waarschijnlijk al veel eerder ontdekt zou zijn en veel meer radio- en röntgenstraling had moeten uitzenden dan er werkelijk is waargenomen. Zij verklaren de metingen met sterrenwind van nabije, zware sterren, die het stof in de Pilaren sterk verhit zou hebben. Indien dit klopt zal er eerder een soort van erosie plaatsvinden.